# III. třída okresu Mladá Boleslav 2003/2004
V soubojích fotbalové III. třídy okresu Mělník 2003/2004, jedné ze skupin 9. nejvyšší fotbalové soutěže, se utkalo 14 týmů dvoukolovým systémem podzim – jaro. Tento ročník skončil v červnu 2004. Postup do II. třídy okresu Mladá Boleslav 2004/2005 si zajistil vítězný tým TJ Sokol Řepov, do IV. třídy okresu Mladá Boleslav 2004/2005 sestoupily poslední tři týmy FK Dobrovice „B“, TJ Sokol Jabkenice a TJ Sokol Kochánky.

## Výsledná tabulka
| Poř. | Tým                    | Z  | V  | R | P  | VG | OG | B  |
| ---- | ---------------------- | -- | -- | - | -- | -- | -- | -- |
| 1.   | TJ Sokol Řepov         | 22 | 16 | 4 | 2  | 46 | 17 | 52 |
| 2.   | FK Dlouhá Lhota        | 22 | 14 | 5 | 3  | 59 | 25 | 47 |
| 3.   | TJ Sokol Katusice      | 22 | 9  | 6 | 7  | 43 | 40 | 33 |
| 4.   | TJ Sokol Struhy        | 22 | 10 | 3 | 9  | 55 | 38 | 33 |
| 5.   | TJ Sokol Pěčice        | 22 | 9  | 5 | 8  | 36 | 33 | 32 |
| 6.   | SK Klášter nad Jizerou | 22 | 10 | 2 | 10 | 43 | 47 | 32 |
| 7.   | ČSSS Zdětín            | 22 | 9  | 4 | 9  | 47 | 34 | 31 |
| 8.   | SK Strašnov            | 22 | 7  | 8 | 7  | 30 | 37 | 29 |
| 9.   | Dolnobousovský SK „B“  | 22 | 8  | 5 | 9  | 46 | 53 | 29 |
| 10.  | FK Dobrovice „B“       | 22 | 8  | 4 | 10 | 46 | 38 | 28 |
| 11.  | TJ Sokol Jabkenice     | 22 | 4  | 5 | 13 | 26 | 49 | 17 |
| 12.  | TJ Sokol Kochánky      | 22 | 2  | 1 | 19 | 29 | 95 | 7  |

Poznámky:
- Z = Odehrané zápasy; V = Vítězství; R = Remízy; P = Prohry; VG = Vstřelené góly; OG = Obdržené góly; B = Body; (S) = Mužstvo sestoupivší z vyšší soutěže; (N) = Mužstvo postoupivší z nižší soutěže (nováček)

|  | Postup do II. třídy okresu Mladá Boleslav 2004/2005 |
|  | Sestup do IV. třídy okresu Mladá Boleslav 2004/2005 |